# Выздоровление
Выздоровление, реконвалесценция — особое состояние организма, наступающее после окончания какого-либо болезненного процесса и продолжающееся до полного восстановления нормального питания и деятельности всех органов. При лёгких заболеваниях это состояние протекает совершенно незаметно, почти совпадая с окончанием болезни. Однако, чем дольше длится болезнь и чем серьёзнее для организма вызываемые ей нарушения в деятельности различных органов, тем большее значение имеет период выздоровления.

## Особенности процесса выздоровления

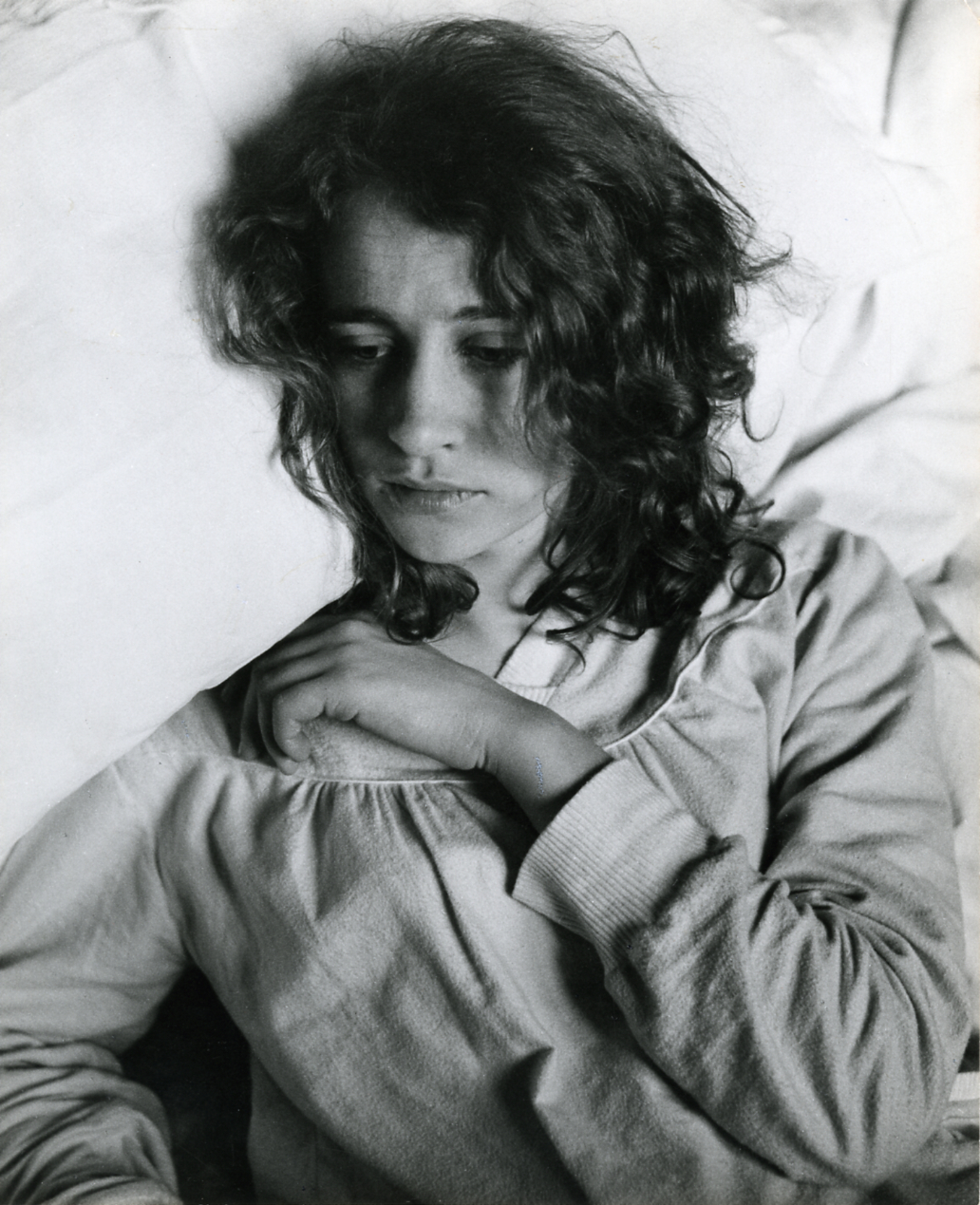
Выздоравливающая женщина (фото Монти)

Выздоровление характеризуется, прежде всего, разной длительностью. К примеру, последствия, наступающие от обильных потерь крови в периферических областях тела (конечностях), устраняются сравнительно легко и скоро, инсульт же обуславливает период выздоровления, длящийся нередко несколько месяцев. Выздоровление после сравнительно опасной болезни, как, например, крупозное воспаление лёгких, наступает иногда за несколько дней, тогда как сравнительно безопасный катар желудка может потребовать несколько месяцев для восстановления нормального пищеварения и питания. С окончанием типичной формы брюшного тифа, здоровое состояние наступает через 2—3 недели. После хирургических болезней или больших операций период выздоровления — часто очень длительный — обуславливается течением тех местных процессов, которые лежат в основе болезненного процесса или операции.

## Выздоровление в социальных условиях
Выздоравливающие, по состоянию своего здоровья, ещё не могут возвращаться к своему обыкновенному образу жизни, но уже не требуют тех форм попечения, которые применялись к ним в период болезни. Выздоравливающие от многих заразных болезней ещё довольно долго сохраняют способность передавать заразу здоровым людям, как, например, выздоравливающие от оспы, кори, скарлатины, и потому, как и больные, должны быть некоторое время изолированы от здоровых и прочих выздоравливающих. Заботы о выздоравливающих осуществляются различным образом. В семьях, при домашнем лечении, врач, осматривающий больного, продолжает следить за ходом выздоровления. В больницах нередко задерживают выздоравливающих на общебольничном положении до полного восстановления сил и здоровья, иногда же переводят их в особые палаты с особым персоналом и особой организацией.

## Институциональная основа процесса
В некоторых странах распространены совершенно особые учреждения, назначенные специально для помещения выздоравливающих. Особые учреждения для выздоравливающих, стоящие вне связи с больницами, ведут свое начало из Франции, где первое такое учреждение, устроенное на началах благотворительности, возникло ещё в 1640 г. для женщин и девушек, выходивших из больницы Hotel-Dieu. В 1855 году в Париже возникли государственные приюты для выздоравливающих, а именно Asyle de Vincenne для мужчин (на 525 кроватей) и Asyle de Vesiret для женщин (350 кроватей). В конце XIX века подобные приюты были распространены в Англии, где их насчитывалось, вместе с частными, более 150. В Российской империи издавна существовали некоторые приемы забот о выздоравливающих, так называемые «слабосильные команды» в войсках, в сущности, приюты для выздоравливающих.